# Hollandova tipološka teorija izbire poklica
Hollandova tipološka teorija izbire poklica govori o šestih tipih osebnosti. Teorijo je razvil John L. Holland. Ljudi lahko razvrstimo v realistični, raziskovalni, umetniški, socialni, podjetniški ali konvencionalni tip osebnosti. 

Nadalje pravi, da ljudje iščemo delovno okolje, ki se sklada z našim tipom osebnosti. Boljše ujemanje pomeni večje zadovoljstvo z delom.

## Osnovne značilnosti in predpostavke teorije
Avtor John L. Holland je svojo tipološko teorijo izbire poklica prvič predstavil leta 1958, ki pa se je nadalje razvijala vse do danes. Uvršča se med psihološke teorije poklicne orientacije. Spada v skupino teorije ujemanja . Teorija govori o tem, da so izbira poklicnega dela, zadovoljstvo z delom in delovni uspeh odvisni od tega, ali je posameznik izbral okolje, ki ustreza njegovemu tipu osebnosti. 

Teorija temelji na štirih osnovnih predpostavkah:
1. Prva predpostavka govori o tem, da lahko ljudi razvrstimo v enega od šestih tipov osebnosti: realistični (R), raziskovalni (I), umetniški (A), socialni (S), podjetniški (E) in konvencionalni (C) tip.
2. Druga predpostavka pravi, da lahko tudi okolja dela razvrstimo v teh istih šest kategorij: realistično, socialno, raziskovalno, podjetniško, umetniško in konvencionalno okolje.
3. Tretja predpostavka se nanaša na to, da posamezniki izbirajo takšno okolje (poklic), ki je skladno z njihovo osebnostjo.
4. Četrta predpostavka izpostavlja pomen skladnosti med osebnostjo in okoljem (poklicem), saj je vedenje posameznika odvisno od interakcije med njegovimi osebnostnimi lastnostmi in njegovim okoljem.

Po Hollandu lahko izbiro poklica, poklicno uspešnost ter druge poklicne rezultate napovemo, če poznamo interakcijo med osebnostjo in značilnostmi okolja.

## RIASEC model
Hollandova tipološka teorija izbire poklica je označena tudi kot RIASEC model, kjer vsaka kratica predstavlja začetnico angleškega izraza za posamezen tip osebnosti. Holland je RIASEC model predstavil v obliki šesterokotnika. Šest tipov je znotraj šesterokotnika razporejenih po njihovi relativni podobnosti. Na primer: socialni in podjetniški tip, ki v modelu stojita skupaj, sta si bolj podobna kot socialni in realistični tip, ki sta si v šesterokotniku nasproti drug drugemu.

### Realistični tip
Značilno urejeno in sistematično ravnanje s predmeti, stroji ali živalmi. Cenijo konkretne stvari kot so denar, moč, družbeni položaj. Značilna nefleksibilnost, mehanična spretnost, slabše socialne spretnosti. 

Tehnični poklici: avtomehanik, voznik tovornjaka, električar, kmet, gozdar, kovinar, strojnik,…

### Raziskovalni tip
Značilna radovednost, nagnjenost k analiziranju, reševanju kompleksnih problemov, ugank, iskanju dejstev. Cenijo natančnost, znanost, logičnost. So neodvisni, nekomunikativni, vodenje prepuščajo drugim.

Znanstvenoraziskovalni poklici: fizik, matematik, biolog, farmacevt, programer, …

### Umetniški tip
Značilne svobodne in nesistematične dejavnosti, ki omogočajo ustvarjalnost, domišljijo, inovativne ideje. Cenijo umetnost, odkrivanje, svobodo delovanja. So sanjaški, introvertirani, z močnimi estetskimi vrednotami.

Umetniški poklici: ilustrator, arhitekt, igralec, kritik, slikar, modni oblikovalec, …

### Socialni tip
Značilne dejavnosti, ki vključujejo delo z ljudmi. Pomoč drugim pri učenju in razvoju. Cenijo socialne in etične vrednote. So spretni v komunikaciji, ekstravertni.

Učiteljski, socialni poklici: učitelj, socialni delavec, terapevt, medicinska sestra, psiholog, vzgojitelj, …

### Podjetniški tip
Značilna praktična usmerjenost, želja po takojšnji realizaciji in preizkušnji vsake ideje. Cenijo družben položaj, uspeh. So ambiciozni, dominantni, verbalno spretni, z voditeljskimi sposobnostmi.

Voditeljski in drugi poklici: manager, samostojni podjetnik, politik, tržnik, novinar, …

### Konvencionalni tip
Značilno urejeno, sistematično delo s podatki, držanje natančnih navodil. Cenijo sistematičnost, organiziranost, poslovne in ekonomske dosežke. So konzervativni, družabni, vljudni, zadržani. 

Poklici, povezani z nadzorom: računovodja, tajnik, bančnik, knjigovodja, uradnik, …

## Test SDS – Iskanje poklicne poti
Na podlagi svoje teorije, po kateri večino ljudi in poklicev razvrstimo v enega od šestih tipov, je Holland razvil test SDS – Iskanje poklicne poti (angl. Self Directed Search), ki služi kot psihodiagnostično sredstvo. Leta 1993 je izšla njegova slovenska priredba. Od leta 2008 dalje je možno vprašalnik reševati preko interneta, pri čemer posameznik po izpolnjevanju takoj dobi povratno informacijo.

Vprašalnik testiranca sprašuje o dejavnostih, ki bi jih rad opravljal, o poklicnih željah, o zmožnostih, ki jih ima po svojem mnenju, o poklicih, ki ga zanimajo ali privlačijo, ter o ocenah samega sebe glede na določene lastnosti. Razlika med najvišjim in najnižjim dosežkom na posameznih lestvicah vprašalnika je stopnja diferenciranosti osebnosti oz. okolja, ki vpliva na napovedi, ki jih lahko naredimo na podlagi tipa osebnosti, okolja ali njune interakcije.

Področje uporabe vprašalnika je precej široko. Uporablja se v šolah, ko se mladi odločajo za nadaljevanje šolanja, v službah za zaposlovanje, pri kandidatih za zaposlitev, brezposelnih, za samozaposlovanje, pri prekvalifikacijah, načrtovanju razvoja kadrov, reševanju kadrovskih problemov, ugotavljanju razlogov za neustreznost zaposlitve, itd. Test se lahko uporablja skupinsko ali individualno.